# Uğurçayırı, Ayaş
Uğurçayırı là một xã thuộc huyện Ayaş, tỉnh Ankara, Thổ Nhĩ Kỳ. Dân số thời điểm năm 2011 là 115 người.